# Europa Cup (vrouwenhandbal) 1964/65
De European Champions Cup 1964/65 is de hoogste internationale club handbalcompetitie in Europa wat door de Internationale Handbalfederatie (IHF) organiseert.

## Deelnemers
| Voorronde | Voorronde |
| --- | --- |
| - Fortschritt Weissenfels: Kampioen van DDR - US Ivry: Kampioen van Frankrijk - Budapesti Spartacus: Kampioen van Hongarije - Lokomotiva Zagreb: Kampioen van Joegoslavië - Frigg Oslo: Kampioen van Noorwegen | - Ruch Chorzów: Kampioen van Polen - Danubia Wien: Kampioen van Oostenrijk - Trud Moskou: Kampioen van de Sovjet-Unie - ČKD Praag: Kampioen van Tsjecho-Slowakije - Kvinnliga IK Sport: Kampioen van Zweden |
| Kwartfinale | |
| - HG København: Kampioen van Denemarken - 1. FC Nürnberg: Kampioen van Duitsland | - Swift Roermond: Kampioen van Nederland |

## Voorronde
| Team 1              | Score     | Team 2                  | 1       | 2       |
| ------------------- | --------- | ----------------------- | ------- | ------- |
| Frigg Oslo          | Vervallen | Kvinnliga IK Sport      | 0–0     | 0–0     |
| ČKD Praag           | 35 – 12   | US Ivry                 | 16 – 05 | 19 – 07 |
| Danubia Wien        | 06 – 23   | Lokomotiva Zagreb       | 02 – 09 | 04 – 14 |
| Trud Moskou         | 24 – 17   | Fortschritt Weissenfels | 13 – 10 | 11 – 7  |
| Budapesti Spartacus | 33 – 11   | Ruch Chorzów            | 16 – 03 | 17 – 08 |

## Kwartfinale
| Team 1              | Score   | Team 2            | 1       | 2       |
| ------------------- | ------- | ----------------- | ------- | ------- |
| Swift Roermond      | 11 – 10 | 1. FC Nürnberg    | 06 – 05 | 05 – 05 |
| Budapesti Spartacus | 17 – 16 | Trud Moskou       | 10 – 07 | 07 – 09 |
| ČKD Praag           | 15 – 16 | Lokomotiva Zagreb | 11 – 08 | 04 – 08 |
| HG København        | 17 – 9  | Frigg Oslo        | 17 – 09 | 0–0     |

## Halve finale
| Team 1            | Score   | Team 2              | 1       | 2       |
| ----------------- | ------- | ------------------- | ------- | ------- |
| Lokomotiva Zagreb | 10 – 14 | Budapesti Spartacus | 06 – 07 | 04 – 07 |
| HG København      | 28 – 11 | Swift Roermond      | 12 – 03 | 16 – 08 |

## Finale
| Team 1              | Score   | Team 2              |
| ------------------- | ------- | ------------------- |
| HG København        | 14 – 6  | Budapesti Spartacus |
| Budapesti Spartacus | 10 – 7  | HG København        |
| Totaal              |         |                     |
| HG København        | 21 – 16 | Budapesti Spartacus |

|              |
|              |
| HG København |
| 1ste titel   |